# Cis setiferus
Cis setiferus es una especie de coleóptero de la familia Ciidae.

## Distribución geográfica
Habita en Australia.